# 中つ国の正典
中つ国の正典（なかつくにのせいてん）
ギリシャ神話のような他の虚構の世界に比べて、J・R・R・トールキンの中つ国について何が正典かと議論するのは著しく困難である。これには様々な理由がある。
- トールキンは本質的な変更を加えながら、数十年間にわたり中つ国について書き直しをしてきた。例えば、ガンダルフやエルフについて『ホビットの冒険』と『指輪物語』との差を思い出す読者がいるかもしれない。さらに晩年には、書くものの焦点が純粋な物語から哲学的なことに移っていったので、調子と内容の点で相当の変化があった。

- トールキンの書き方は、特に死後に出版された作品では詳細と暗示が多く、それらは時々矛盾している。そのような情報は、どこかでもっと明示的に書かれたものがあれば、それより優先してはならないが、（時々混乱を加えるにしても）中つ国についての理解を増すことを助ける。一般に、『ホビットの冒険』の「改訂版」および『指輪物語』は、正典と考えられるが、『シルマリルの物語』では問題はもっと複雑である。

- さらに混乱を増すことに、ある場合には、トールキンは、作品の中に故意にいくつかの食い違いを残している。手紙の一つ（#144）[要出典]では、これの例と説明を書いていて、「神話の時代でさえ、どこでもそうあるように、いくつかの謎があるに違いありません。トム・ボンバディルは（意図して）そうなっています。」このように不完全な描写しかないことは苛立たしいことかもしれないが、創造された世界をより自然に感じさせる。

本質的に、『ホビットの冒険』、『指輪物語』および『トム・ボンバディルの冒険』だけがトールキンの生存中に出版され、これらの作品（の最新版）だけが真実の正典と考えることもできるが、（『中つ国の歴史』シリーズの『指輪物語』の草稿を見ると）トールキンの意図からのいくつかの小さな逸脱に関して疑問が残る。『シルマリルの物語』は、『指輪物語』との整合性および内部の一貫性のために極度に編集してあるのである。人は正典とみなしてよいとしている。しかしながら、クリストファ・トールキン自身が出版の後に、この本にはその編集による多数の誤りがあると述べている。『終わらざりし物語』および『中つ国の歴史』の『シルマリルの物語』節では、一貫性のための編集は一般にされていない。だから、それらは出版された『シルマリルの物語』といくつかの点で一致しないだけでなく『指輪物語』あるいはそれら自身の中でさえでも矛盾がある。
正典についての疑問の例はギル＝ガラドの血統である。出版された『シルマリルの物語』では、かれがフィンゴンの息子であるとされているが、『中つ国の歴史』で明らかになったところでは、トールキンは、オロドレスの息子と決定する前に多くの変更を施したそうである。また、このオロドレスはフィナルフィンの息子であったのが置き換えられてフィナルフィンの孫とされた。もし、出版された『シルマリルの物語』を正典とすると、後の資料はすべて廃棄されなければならないが、トールキンによる後の著述が正典とみなされる場合、『シルマリルの物語』は書き直さなければならない。この仕事については、クリストファ・トールキンは既に引退したので行わないと述べている。したがって、正典を語る際には、もともとの著者の意図と矛盾するもののほとんどの伝説の中の唯一の一貫した話である「クウェンタ・シルマリッリオン」しかない。特にその後の三分の一は、初期の物語からトールキンによってまったく書き直されていない。
別の問題としては『指輪物語』と『ホビットの冒険』の辻褄をあわせることである。その続編ともっと一致するように『ホビットの冒険』はトールキンが改訂したが、未だに問題はある。例えば、『指輪物語』の地図で距離を測定すると、ビルボ・バギンズとドワーフは、裂け谷まであまりにも長くかかることになる。これをきちんと説明するのは大変難しい。また同様に、トロルと遭遇した正確な位置のような問題もある。『ホビットの冒険』を書いた時、トールキンは『ホビットの冒険』の世界はかれの中つ国と同じかもしれないとはまだ考慮しなかったが、かれは、物語に深みを与えるために（当時）出版されていない物語へのいくつかの言及をすでに入れている。したがって、ガンダルフとトーリン・オーケンシールドはゴンドリンの剣を用い、裂け谷の支配者であるエルロンドは半エルフなのである。

## 様々な著述の正典かの状況
どの著述を正典として扱うべきかに関する見解において、いろいろな意見があるが、以下にひとつの見解例を挙げる。
- 『ホビットの冒険』 (第3版—-正典、著者の最終意図)
- 『指輪物語』(第2版—-正典、著者の最終意図)
- 『トム・ボンバディルの冒険』 (序文は正典であるが詩はホビット民話として扱う。)
- 『道は続くよどこまでも』The Road Goes Ever On (正典、著者の最終意図)
- 『ビルボの別れの歌』 (詩であるため、正典の判定と無関係。)
- 『シルマリルの物語』
  - 「アイヌリンダレ」 (正典、著者の最終意図)
  - 「ヴァラクウェンタ」 (正典、著者の最終意図)
  - 「クウェンタ・シルマリッリオン」 (後の著述と矛盾する編集上の誤りを除きほぼ正典。)
  - 「アカルラベース」 (正典、著者の最終意図)
  - 「力の指輪と第三紀」 (正典、著者の最終意図)
- 『終わらざりし物語』 (後の著述と矛盾したり、否定された編集上の誤りを除きほぼ正典。)
- 『中つ国の歴史』The History of Middle-earth  (特に後期の著述--それぞれの解説を参照。)